# Periferia del Ática
La periferia del Ática (en griego: Περιφέρεια Αττικής, romanizado: Periféreia Attikís) es una periferia de Grecia formada por ocho unidades periféricas: Atenas Septentrional, Atenas Occidental, Atenas Central, Atenas Meridional, Ática Oriental, El Pireo, Islas y Ática Occidental. Atenas fue anteriormente capital de la Periferia de Grecia Central.
Se localiza en el sur de Grecia. Además de la capital del país, Atenas, están adscritas a ella las ciudades de Eleusis, Megara, Laurión, y Maratón, así como las islas de Salamina, Egina, Poros, Hidra, Spetses, Citera y Anticitera. Más de 3 700 000 personas viven en el nomos, de las cuales el 95 % están en el área metropolitana ateniense. El gentilicio es ático, del griego antiguo Ἀττικός (attikós).

## Geografía histórica

La geografía del Ática, con sus principales accidentes: una región montañosa con algunas reducidas llanuras.

El Ática es una península de forma triangular y de suelo pedregoso. Larga, de alrededor de 50 km en su lado noroeste que forma su base terrestre en las prolongaciones de la Grecia Central, avanza en el mar Egeo hasta el cabo Sunio a una distancia de 60 km. En su lado oriental está bordeada por la larga isla de Eubea, muy próxima, cuya extremidad septentrional está enfrente, más allá de Beocia, de la Lócrida y de la Malide. Al oeste, al otro lado del golfo Sarónico, que baña Salamina, situada a media distancia de las costas del Ática y de la Megárida, y de Egina, situada en plena mitad del golfo, se alarga la costa de la Argólida, cuarto «dedo» del Peloponeso, la gran península del sur de Grecia, unida por el istmo de Corinto a la Grecia central, al norte, y al Ática, al sur.
La superficie del territorio, unificado políticamente, se extiende alrededor de 2650 km², y, durante la Antigüedad clásica, situaba a Atenas a la cabeza de las ciudades-Estado de la Antigua Grecia, no obstante, detrás de Esparta.
El Ática, por su situación, se halla en el corazón del mundo griego egeo. Unida al norte de la Grecia continental, de la cual es el desarrollo natural, la península, cuyo litoral se extiende cerca de 170 km de largo, está vuelto hacia el mar. Se enfrenta al oeste al Peloponeso, avanza al sur hacia el mundo insular, Cícladas y Creta, y mira al este, más allá de las Cícladas más cercanas, hacia las grandes islas de Asia Menor.
El relieve es montañoso sobre todo al norte, donde el Parnés, y aún más allá, en la frontera con Beocia, el Citerón culmina a más de 1400 m. El centro de la península está atravesado por cadenas montañosas elevadas, al noreste, el Pentélico, célebre por su mármol, que sobrepasa apenas los 1100 m, y encuadrando por el lado sur la llanura de Atenas, el Himeto, que se eleva un poco por encima de los 1000 m. La separación debida al relieve hace las comunicaciones difíciles. Pero los pasos de montaña, a veces incluso bastante anchos, permiten el paso a través de las alturas, impidiendo el aislamiento y facilitando las relaciones.
Encajadas entre las montañas, tres llanuras eran cultivadas por las gentes del Ática: la llanura de Eleusis al noroeste, cerca del territorio de Megara y enfrente de Salamina; la llanura de Atenas, que da sobre el Golfo Sarónico, y que ocupa la extremidad meridional de la península; la Mesogea, cuya continuidad es rota por la sierra del Laurión, rica en plomo argentífero.
El clima es mediterráneo, más rudo al norte, donde una barrera de montañas elevadas separa el Ática de Beocia. Las comunicaciones con el exterior, en razón de la situación geográfica y del relieve, se hacían naturalmente por vía marítima; pero no fue hasta el principio del siglo V a. C. cuando los atenienses se orientaron deliberadamente hacia el mar.

### Tetrápolis
La Tetrápolis ática (en griego Τετράπολις) comprendía uno de los doce distritos en que fue dividida la región antes de la época de Teseo. Constituía una llanura en la parte noroccidental y contenía cuatro ciudades: Énoe (Οἰνόη), Maratón (Μαραθών), Probalinto (Προβάλινθος) y Tricorinto (Τρικόρυθος). Esteban de Bizancio afirma que los pelasgos la denominaban Huttēnia (Ὑττηνία).

## Geografía moderna
Las montañas, prolongación de los macizos montañosos de Grecia central, dividen la península en las llanuras de Pedión, Mesogea, y Thriasia. Dichas alturas orográficas, que cubren un área de más de 1000 km², no son ni muy elevadas ni muy continuas: no impiden una fácil circulación entre las diversas llanuras. Al nornoroeste el Ática limita con Beocia, y al oeste con Corinto. La isla de Eubea protege la costa ática al nornoreste.
El Cefiso es el río más largo, y el monte Parnés (Parnetha o Parnitha), con 1413 m, el más elevado.

## Historia
El proceso de unificación del Ática por Atenas concluyó hacia la primera mitad del siglo VII a. C. cuando Eleusis y las llanuras circundantes se unieron al estado ateniense, convirtiéndose sus habitantes en ciudadanos. Las fronteras no estaban claramente definidas, disputando Atenas con Megara el control de la isla de Salamina, y con Beocia ciudades como Oropos durante siglos.
En el 430 a. C., el segundo año de la guerra arquidámica, los peloponesios y los espartanos fueron a invadir el Ática: talaron los árboles, incendiaron las edificaciones de los campos, devastaron casi toda la región, excepto la Tetrápolis. La respetaron porque allí habían establecido en época mítica, su base de operaciones para vencer a Euristeo.
El Ática se convirtió más tarde en parte del Imperio romano y del Imperio romano de Oriente, fue un Estado cruzado con el nombre de Ducado de Atenas y finalmente cayó en poder del Imperio otomano.
El primer templo y los primeros altares que tuvo Némesis estuvieron en Ramnunte, demo del Ática, y durante mucho tiempo su culto no salió de allí.

## Clima
El clima es típicamente mediterráneo, con veranos calurosos y secos en general, bajas precipitaciones. La precipitación anual varía desde 370 mm a más de 1000 mm. Los inviernos son frescos y, en general, leves en las zonas bajas adyacentes al mar, pero son más severos en las montañas. A menudo es el caso de nieve que causa trastornos en las zonas del Ática, aunque estos rara vez son trastornos generalizados para el conjunto de la región de Atenas, con los últimos casos en enero de 2002, febrero de 2004 y enero de 2006. La temperatura mínima absoluta de la región es −10,4 °C y se registró en Votanikos, Atenas, mientras que la temperatura más alta se registró en Tatoi (aeropuerto) con +48,0 °C. Los incendios forestales y las inundaciones repentinas son comunes.

## Distritos
- Distrito de Ática - Atenas
- Distrito de Citera
- Distrito de Megara (Megaris) - Megara
- Distrito de Salamina - Sala